# Neoraputia saldanhae
Neoraputia saldanhae är en vinruteväxtart som beskrevs av M. Emmerich. Neoraputia saldanhae ingår i släktet Neoraputia och familjen vinruteväxter. Inga underarter finns listade i Catalogue of Life.